# Chromacris speciosa
Chromacris speciosa är en insektsart som först beskrevs av Carl Peter Thunberg 1824.  
Chromacris speciosa ingår i släktet Chromacris och familjen Romaleidae. Inga underarter finns listade i Catalogue of Life.

## Bildgalleri

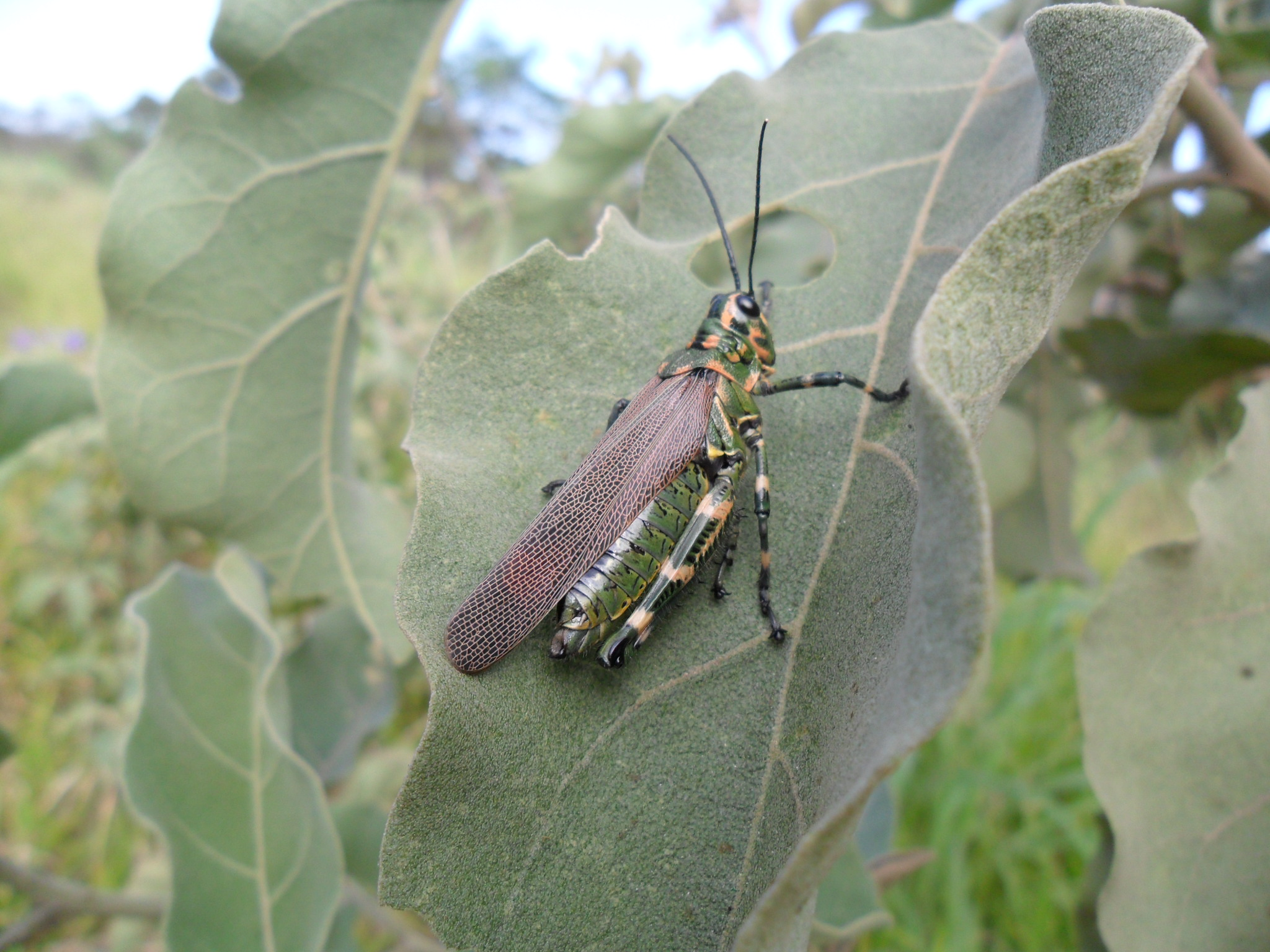
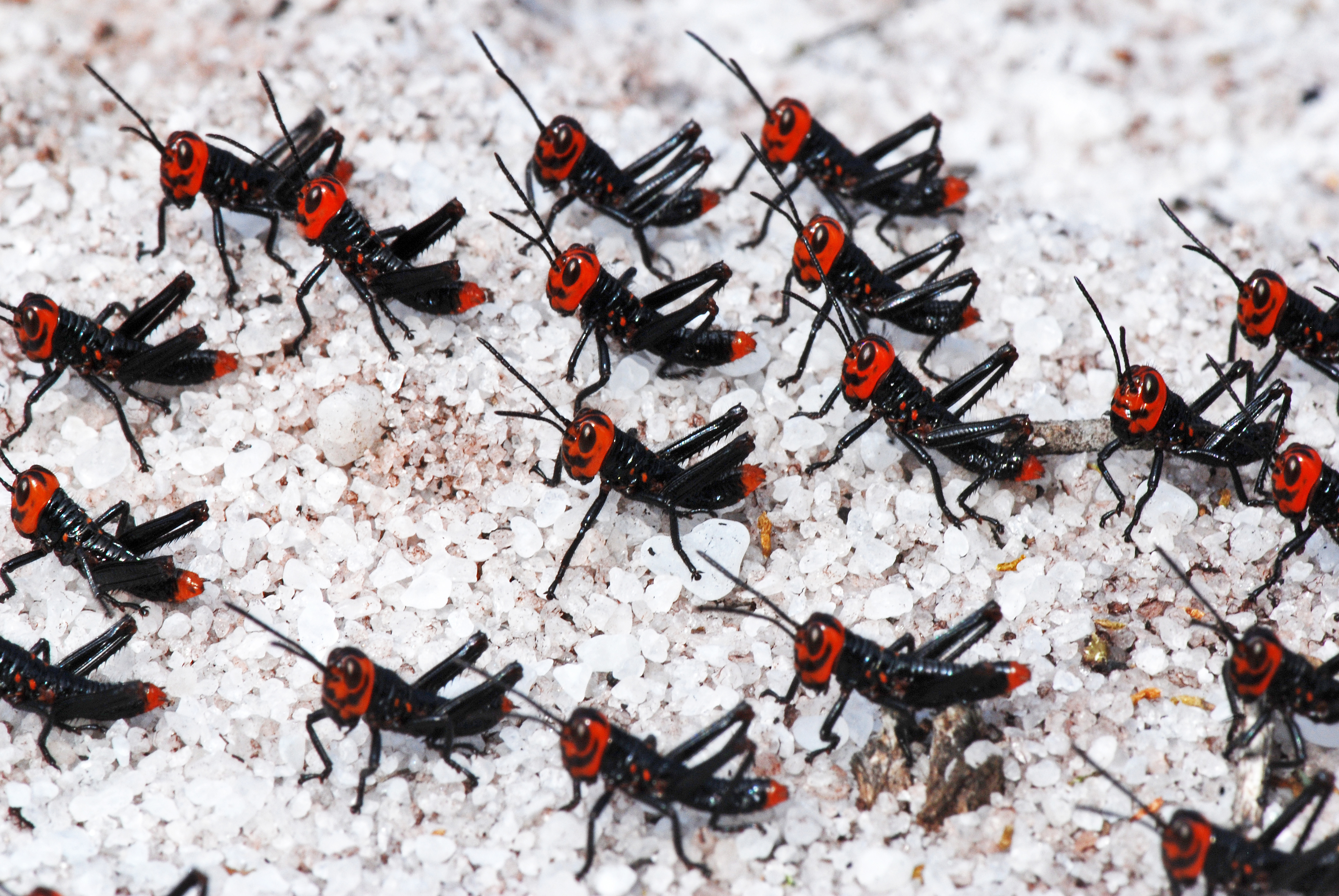